# Koenigsegg CC8S
O CC8S é um supercarro de motor central e tração traseira, o primeiro a ser produzido pela Koenigsegg, fabricante sueca de automóveis. Foi o primeiro carro de produção da história a utilizar portas de abertura diédrica, o que tornou-se uma característica padrão e ícone da marca. Na época, bateu diversos recordes, incluindo o recorde do Guiness Book como o carro de produção com o motor mais potente. Também ganhou prêmios de design, um do Red Dot, da Alemanha, e outro do Utmärkt Svensk Form, da Suíça.

## Desenvolvimento
O CC8S foi desenvolvido a partir do protótipo CC. Este protótipo foi revelado no Festival de Cannes, em 1997. Apesar de finanças limitadas para seu desenvolvimento, o chassi, a suspensão, os freios e vários outros componentes foram feitos sob medida pela Koenigsegg. O desenho do modelo era bem exótico na época e agradou ao público em geral. Por causa de tal, a Koenigsegg ficou confiante e decidiu fazer um modelo de produção desse protótipo, o que acabou sendo feito cinco anos depois, pelo modelo denominado CC8S. Apenas 6 unidades foram feitas entre 2002 e 2003, sendo substituído em 2004 pelo CCR.

## Carroceria
O CC8S tem carroceria de dois lugares e duas portas, de design targa, ou seja, o teto é removível e pode ser armazenado no porta-malas. O chassi é em fibra de carbono reforçado com Kevlar. O monocoque de fibra de carbono reforçado com Kevlar é ligado por uma subestrutura frontal feita de aço, e uma subestrutura traseira feita em alumínio.
O motor, a transmissão e a suspensão traseira são também ligados à subestrutura de alumínio. Todos os painéis são de fibra de carbono.
Por baixo, o carro conta com túneis e difusores de efeito Venturi na traseira, usados para aumentar o downforce, juntamente com um spoiler montado na traseira. A área frontal do carro é de apenas 1,825 m², o que permite que o CC8S tenha um coeficiente de arrasto de 0.297.

## Motor
O motor Ford modular 4.7L V8 sobrealimentado com duplo comando de válvulas no cabeçote é fundido em alumínio e tem cobertura em fibra de carbono, com 4 válvulas por cilindro. Este motor pesa 210 kg e tem uma taxa  de compressão de 8.6:1. Produz 655 cv a 6.500 rpm e 750 N·m (76.5 kgf·m) a 5.000 rpm. As rodas traseiras são tracionadas por uma transmissão manual de seis velocidades, desenvolvido pela CIMA.

## Rodas
O CC8S tem um único parafuso de fixação central que segura as rodas de liga de magnésio e os pneus Michelin Pilot Sport 2 de 225/40ZR aro 18 na frente e 335/40ZR aro 20 atrás. Os freios são a disco e ventilados, medindo 340 mm na frente e 315 mm atrás. As pinças de freio contêm seis pistões na frente e quatro atrás. Os freios são assistidos por um sistema eletrônico desenvolvido pela Koenigsegg.

## Performance
- Aceleração: 0–100 km/h em menos de 3,5 segundos.
- Velocidade máxima: 386 km/h.
- 1/4 de milha: 9,2 segundos a 237,2 km/h.
- Frenagem: 100–0 km/h em 32 metros.